# Guldborg Sund
Guldborg Sund er farvandet mellem Lolland og Falster og har givet navn til Guldborgsund Kommune.
Syd for Nykøbing Falster ligger Flatø, som normalt er ubeboet, men hvor der ligger nogle få sommerhuse, som bl.a. bruges til lejrskoler. Desuden ligger der Kalvø, Kejlsø, Lilleø og de to Barholme som alle er ubeboede.
Området omkring øerne er relativt lavvandet og stenfyldt.
Umiddelbart nord for Guldborgsundtunnelen ligger Hjelm Ø, der også er ubeboet.
Vandstanden i sundet kan variere meget ved ebbe og flod og ved længere tids vestenvind, hvor meget vand bliver samlet i Østersøen.
Guldborg Sund krydses af to broer og en tunnel (fra nord mod syd):
- Guldborgbroen, ved Guldborg
- Guldborgsundtunnelen, Sydmotorvejen
- Frederik d. 9's Bro, ved Nykøbing Falster

De eneste byer, der ligger ud til Guldborg Sund er Nykøbing Falster, Sundby og Guldborg. I disse byer ligger der flere havne, hvoraf den største er Nykøbing Falster Havn, der er en erhvervshavn med i alt 1,2 km kaj. I Nykøbing ligger også en lystbådehavn ved Slotsbryggen og en mindre lystbådehavn kaldet Lergravens Sejl- og Fiskeriklub, der ligger syd for Frederik d. 9's Bro mod udkanten af byen. Derudover findes Sundby Lystbådehavn på Lollandsiden af Frederik d. 9's Bro og Guldborg Havn ved Guldborg på begge sider af sundet. Middelaldercentret har ligeledes en havn med adgang til Guldborg Sund hvorfra der sejles med rekonstruerede skibe som Gedesbyskibet.
En del lystbåde sejler på Guldborgund, men større skibe som skal læsse af eller på ved Nykøbing Falster benytter også sundet. Der er gravet en sejlrende til de større skibe, men man kan også leje kajakker inklusive udstyr. Guldborg Sund bruges også til sportsejlads som f.eks. kapsejladsen Falster Rundt.
Nykøbing F. Roklub sejler ligeledes på sundet i området omkring Nykøbing.

## Galleri
- Guldborg Sund set mod syd fra Guldborg.
- Havnefronten i Nykøbing Falster.
- Frederik d. 9's Bro set fra Lollandsiden.
- Havnen på Middelaldercentret.
- Lystbådehavnen i Guldborg.
- Sejlere på Guldborg Sund (1861) af Vilhelm Kyhn (1819–1903) på Statens Museum for Kunst.
- Solnedgang over Guldborg Sund, september 2023.